# Epadoretus semenovi
Epadoretus semenovi är en skalbaggsart som beskrevs av Medvedev 1949. Epadoretus semenovi ingår i släktet Epadoretus och familjen Rutelidae. Inga underarter finns listade i Catalogue of Life.